# Tipuana bolivijská

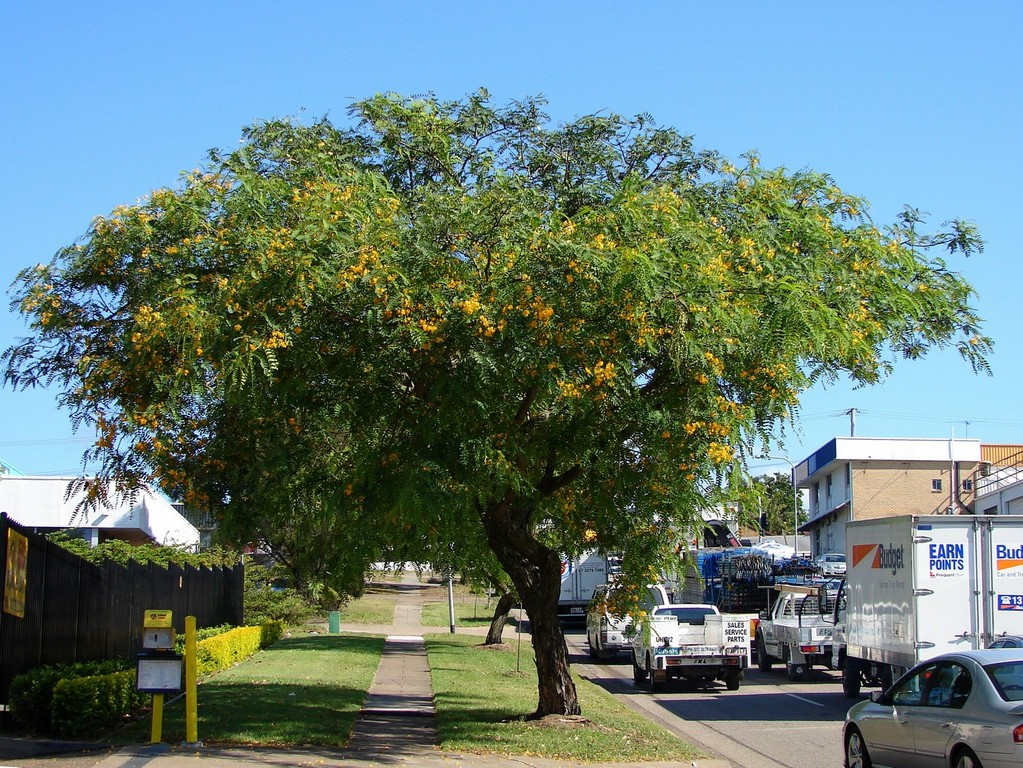
Kvetoucí tipuana

Tipuana bolivijská (Tipuana tipu) je druh rostliny z čeledi bobovité a jediný druh svého rodu. Je to krásně kvetoucí strom se zpeřenými listy a jasně žlutými motýlovitými květy, svým vzhledem poněkud připomínající čimišník stromovitý. Pochází ze subtropických oblastí Bolívie a Argentiny a je pěstován v Jižní Americe i jinde po světě jako okrasná a pouliční dřevina.

## Popis
Tipuana je rychle rostoucí, poloopadavý, beztrnný, až 35 metrů vysoký strom se širokou korunou. Kmen dosahuje ve volné přírodě průměru až 1,75 metru a na bázi bývají opěrné pilíře. Listy jsou lichozpeřené, složené z podlouhle vejčitých až eliptických, polokožovitých, na vrcholu mělce vykrojených lístků. Palisty jsou drobné a opadavé. V suchém období listy někdy opadávají. Květy jsou zářivě žluté, uspořádané ve vrcholových, volných latách. Kalich je protažený, zvonkovitý, na bázi trubkovitý, zakončený 5 krátkými a širokými laloky. Horní 2 laloky jsou široké, téměř tupé, spodní 3 jsou trojúhelníkovité. Pavéza je velmi široká, nazpět ohnutá. Křídla jsou podlouhlá a o něco delší než pavéza. Člunek je krátký, tupý. Tyčinek je 10 a jsou dvoubratré. Semeník je krátce stopkatý, hedvábně chlupatý a obsahuje 1 nebo několik vajíček. Čnělka je krátká a zahnutá a nese vrcholovou bliznu. Plody jsou křídlaté, typu samara, nepukavé, kožovité. Na bázi plodu jsou 1 až 3 protáhlá semena, na vrcholu je křídlo.

## Rozšíření
Tipuana se vyskytuje v Bolívii a v teplých oblastech Argentiny. Roste i v Brazílii, výskyt je však považován za nepůvodní.

## Význam
Tipuana je pěstována v mnohých jihoamerických městech jako okrasný strom. Je vysazována i v jiných subtropických oblastech světa, např. v Alžírsku, v jižní Francii, na Floridě a v Kalifornii. Používá se jako stínící dřevina, pouliční strom, také do větrolamů, na ochranu půdy před erozí a k zalesňování. Pěstované stromy většinou nepřesáhnou výšku 10 metrů. Snáší suché podmínky i mírné zasolení a prospívá v hlubších půdách. Ve vlhkých tropech se mu nedaří. Listy jsou výživné a jsou používány jako doplňkové krmivo např. pro kozy.
Tipuana poskytuje také dřevo, ceněné zejména v truhlářství a známé pod jménem tipa nebo tipa blanca. Slouží též jako topivo i na výrobu dřevěného uhlí.